# 熊式輝
熊 式輝（ゆう しきき）は、中華民国の軍人・政治家。字は天翼。

## 事跡

### 民国初期の活動
江西陸軍小学を卒業後、1911年（宣統3年）に南京陸軍第四中学に入学し、この頃に中国同盟会に加入した。同年に武昌起義（辛亥革命）が勃発すると、漢口に赴いて学生軍に加わる。11月には江西都督府参謀となった。
中華民国成立後の1913年（民国2年）、熊式輝は陸軍第一予備学校に入学し、まもなく保定陸軍軍官学校第2期歩兵科に進学している。1916年（民国5年）5月に卒業すると、最初は雲南軍（滇軍）第4師（師長：方声濤）第38団に配属された。その後江西軍（贛軍)に移り、北伐贛軍司令部副官長に任ぜられている。
1921年、日本に留学して、陸軍大学校で学習している。1924年に卒業、帰国し、広州の滇軍幹部学校で教育長を務めた。翌年、同校が国民革命軍第3軍軍官学校と改称されたが、引き続き熊式輝は教育長の地位に在った。1926年（民国15年）夏、国民革命軍が北伐を開始する際に、熊は独立第1師党代表に任ぜられ、まもなく独立第1師が第14軍に拡充されても、党代表を務めている。10月、第14軍第1師師長を兼任した。

### 江西省政府主席へ
1927年（民国16年）2月、熊式輝は江西省政務委員会会計長に任ぜられる。10月、第1師は第13軍に改編され、熊は副軍長兼第1師師長となる（まもなく第1師は第37師と改められ、引き続き師長を務めた）。11月、江西省政府委員を兼ね、12月には淞滬衛戍司令も兼任した。8月、第37師は第5師に改編され、引き続き師長を務めている。
1930年（民国19年）5月、熊式輝は江浙皖剿匪総指揮兼陸海軍総司令部参謀長に抜擢され、中国共産党（紅軍）討伐に従事する。翌1931年（民国20年）6月、国民政府軍事委員会委員長南昌行営参謀長に任ぜられた。ところが、まもなく熊は飛行機事故にあって負傷し、これが原因で前線の軍人としての活動を断念せざるを得なくなる。同年12月、江西省政府主席に任ぜられ、翌1932年（民国21年）11月、南昌行営弁公庁主任となる。1934年（民国23年）10月には江西全省保安司令も兼ねた。1935年（民国24年）10月、中国国民党第5期中央執行委員に任命された。
日中戦争（抗日戦争）勃発後も、熊式輝は江西省政府主席を引き続き務め、日本軍迎撃のための体制を整備している。1942年（民国31年）2月、江西省政府主席を免ぜられ、国防最高委員会委員に移った。5月には江西全省保安司令からも免ぜられ、10年余り務めた江西省の軍政の要職から完全に退くことになる。その後、駐米軍事代表団団長としてアメリカを訪れ、1943年（民国32年）7月、三民主義青年団第1期中央団部評議員に招聘された。同年秋、中央設計局局長に任ぜられている。1945年（民国34年）5月、国民党第6期中央執行委員に再選された。

### 晩年
戦後の1945年（民国34年）9月、熊式輝は東北行営（後の東北行轅）主任兼行営政治委員会主任委員に任命され、崩壊した満州国統治地域の接収事務に当たる。翌年8月までこの地位を務め、12月、国民政府戦略顧問委員会委員に転じた。国共内戦末期の1949年（民国38年）に香港、次いでマカオに移り、さらにバンコクで紡績工場を経営している。1954年（民国43年）から台湾に移住した。
1974年（民国63年）1月21日、台中市にて病没。享年82（満80歳）。